# Język dahalo
Język dahalo – język zazwyczaj zaliczany do południowej gałęzi podrodziny kuszyckiej języków afroazjatyckich. Posługuje się nim ok. 400 osób w Kenii, niedaleko ujścia rzeki Tana. Język jest silnie zagrożony, ponieważ użytkownicy przechodzą na suahili.
W przeszłości użytkownicy dahalo posługiwali się jednym z języków khoisan, więc gdy zaczęli posługiwać się językiem kuszyckim, przenieśli do niego część słów i fonemów (w tym mlaskowych) ze swego dawnego języka.
Dahalo pod względem leksyki i fonologii jest zbliżony do innych języków południowokuszyckich, ale jego morfologia łączy go raczej z językami wschodniokuszyckimi, co powoduje pewne kontrowersje w klasyfikacji. Istnieją nawet teorie wyłączające język dahalo z rodziny kuszyckiej. 